# Frédéric Weis
Frédéric Weis, född 22 juni 1977 i Thionville, Frankrike, är en fransk basketspelare som tog OS-silver 2000 i Sydney. Detta var Frankrikes första medalj på 52 år i herrbasket vid olympiska sommarspelen. Han har bland annat spelat för Iurbentia Bilbao.